# Islam in Kroatien

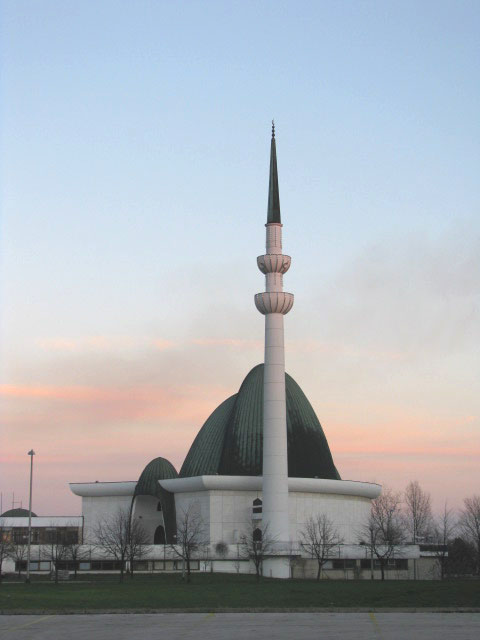
Moschee in Zagreb

Der Islam in Kroatien hat eine lange, teilweise unterbrochene Geschichte, die bis ins Mittelalter zurückreicht. Die erste Erwähnung von Muslimen findet sich in einem Dekret der ungarischen Krone aus dem Jahr 1196, wo die Existenz von „Ismaeliten“ in der östlichsten Region Kroatiens in der Stadt Osijek erwähnt wird.

## Frühe Ansiedlungen im Mittelalter
Im 16. Jahrhundert siedelten sich Muslime aus verschiedenen Ländern in Kroatien an, wurden dort jedoch von der Katholischen Kirche verfolgt und schließlich vollständig vertrieben. Im Zuge der Eroberung durch die Osmanen wurde fast die Hälfte Kroatiens besetzt, die einheimische Bevölkerung floh oder wurde zwangsweise umgesiedelt. In dieser Zeit bildeten die Muslime in den meisten größeren Städten die Mehrheit. Nach der Eroberung des Landes durch die Habsburger verließen die meisten Muslime Kroatien oder wurden vertrieben, ermordet, versklavt oder zwangsweise konvertiert. Die islamische Infrastruktur des Landes wurde entweder zerstört oder anderweitig genutzt.

## Österreich-Ungarn
Aufgrund der politischen Verhältnisse und durch die Besatzung des Landes durch die Österreich-Ungarn erhielt die muslimische Bevölkerung die Möglichkeit, sich in anderen Teilen des Reichs anzusiedeln; sie waren offiziell Bürger von Österreich-Ungarn, so kamen viele Muslime nach Kroatien. Um die Akzeptanz des Islams in seinem Herrschaftsgebieten zu erhöhen, erteilten das österreichische und das ungarische Parlament die Anerkennung als Religionsgemeinschaft. Auch wenn weiterhin Stereotypen über den Islam existierten, war der Islam trotzdem von den politischen Parteien (die aber weiterhin Bosnien als Teil Kroatiens betrachteten) als Teil der kroatischen Identität anerkannt. Dieser Zustand hielt bis zur Gründung des südslavischen Staates an. Die Muslime wurden als Brücke und Garant für die Beziehungen zu Bosnien gesehen und waren daher von der Bevölkerung geachtet. Ab 1918 siedelten sich immer mehr Muslime dort an, in Zagreb und anderen Städten wurden islamische Religionsgemeinschaften (džemat) gegründet. Ab 1935 gab es ebenfalls ein Scharia-Gericht, dass für Angelegenheiten von Ehe, Familie und Erbschaft zuständig war.

## Während des Zweiten Weltkriegs
Kroatien erlebte in der Zeit von 1941 bis 1945 eine Zeit der Unabhängigkeit, in dieser Periode spielten die Muslime eine Rolle in der nationalistischen Bewegung wie der Ustaše, die von Deutschland finanziert und militärisch ausgerüstet wurden. Diese betonte die Zugehörigkeit der Muslime zum kroatischen Volk und versuchte die religiösen Führer von ihrer Sache zu überzeugen. Den Nationalisten gelang es, Teile der muslimischen Elite von ihrer Sache zu überzeugen, so zum Beispiel den Imam von Zagreb, Ismet Muftić, der für Propagandazwecke missbraucht wurde. Die Zusammenarbeit gipfelte schließlich in der Eröffnung einer Moschee in Zagreb im Jahr 1944; hierfür wurde ein für andere Zwecke genutztes Gebäude im Stadtzentrum zur Verfügung gestellt.

## Ab 1945
Nach dem Zweiten Weltkrieg vergrößerte sich die muslimische Bevölkerung in Kroatien kontinuierlich, die Zuwanderung aus anderen Teilen Jugoslawiens nahm weiter zu und Moscheen wurden in verschiedenen Teilen des Landes eröffnet. Im Zuge der beginnenden Auflösung des kommunistischen Jugoslawiens ab dem Jahr 1991 ermöglichte es die gute Beziehung der Muslime zur kroatischen Regierung die sichere Flucht vieler muslimischer Angehöriger der kroatischen Bundesarmee nach Bosnien. Während des Jugoslawienkriegs fanden ab 1992 viele Flüchtlinge Zuflucht in Kroatien, die dort ansässigen Muslime sorgten für humanitäre Hilfe, teilweise auch finanziert vom kroatischen Staat. Im Zuge der Eroberung Bosniens und Herzegowinas ab dem Jahr 1993 kam es zu Kriegsverbrechen der kroatischen Armee an der muslimischen Zivilbevölkerung, aber auch umgekehrt. In Kroatien wurden in dieser Zeit islamophobe Kampagnen initiiert, was zum endgültigen Zerwürfnis führte. Ab dem 21. Jahrhundert konnten die Beziehungen sukzessive wieder verbessert und angenähert werden. Trotzdem beherrscht bis heute der Jugoslawienkrieg die öffentliche Meinung über den Islam in Kroatien.